# Georg Detharding
Georg Detharding (født 13. maj 1671 i Stralsund, død 19. oktober 1747 i København) var en tysk læge.
Han studerede medicin i Rostock og derefter ved talrige andre universiteter. I 1696 blev han professor i medicin og matematik i Rostock - en post, han beklædte i 35 år, hvor han 4 gange var universitetsrektor. I 1732 blev han professor ved Københavns Universitet, hvilket embede han tiltrådte året efter og beholdt til sin død. 